# Синдром хроничног умора
Синдром хроничног умора или хронични синдром замора (енгл. chronic fatigue syndrome - ) је поремећај који карактеришу болови у мишићима, пролонгирана летаргија, ниска енергија, несаница и апатија. Други називи за овај синдром су: поствирални синдром замора, бенигни мијалгички енцефаломијелитис, мијалгички енцефаломијелитис, сидром хроничног замора и имунолошке дисфункције. Често је праћен психосоцијалним проблемима попут депресије, анксиозности, вокационих тешкоћа и породичних конфликата. У екстремним случајевима доводи до тзв. „изгарања“. Узроци овог стања су недовољно познати. CFS симптоми укључују болове у мишићима и зглобовима по целом телу, когнитивне сметње, хроничну, понекад веома тешку менталну и физичку исцрпљеност, те још неке друге карактеристичне симптоме који се јаве код дотада здраве и активне особе. Замор је чест симптом многих болести. CFS је мултисистемна болест, и релативно је ретка. Дијагноза се поставља на основу већег броја карактеристика, од којих је најчешћа тешка ментална и физичка исцрпљеност која се погоршава напором, а траје најмање шест месеци. Сви дијагностички критеријуми захтевају да симптоми нису узроковани ни једним другим медицинским стањем. Пацијенти који болују од CFS могу се жалити и на друге симптоме, као што су мишићна слабост, когнитивна дисфункција, имунолошка преосетљивост, ортостатска нетолеранција (поремећај аутономног живчаног система који се јавља кад особа стоји), сметње варења, клиничка депресија, слаб имунолошки одговор, срчане и респираторне сметње. Нејасно је да ли су ти симптоми узроковани придруженим болесним стањима, или пак имају заједнички узрок са CFS. До потпуног оздрављења долази у само 5-10% случајева. Сматра се да је CFS учесталост у САД 4 оболела на 1000 одраслих.
Из непознатих разлога CFS се јавља најчешће код особа у четрдесетим и педесетим годинама живота, и то чешће код жена него код мушкараца. Сматра се да је CFS заступљеност међу децом и адолесцентима мања. Резултати истраживања о тој теми су противречни. До сад није било медицинских испитивања којих би произашла широко прихваћена дијагностичка средства за CFS. Мада бројна испитивања могу у одређеној мери да помогну у постављању дијагнозе, сама CFS дијагноза се поставља искључивањем свих осталих дијагноза, што се темељи претежно на пацијентовој историји болести и критеријима симптома. Иако постоје општа слагања да је CFS претња здрављу, квалитету живота и продуктивности оболелога, различите групе лекара, истраживача и бораца за права пацијената промовишу различите номенклатуре, дијагностичке критеријуме, хипотезе о узроку, те лечењу; као резултат, постоје бројне противречности о разним аспектима ове болести. И сам назив CFS је контроверзан, јер, како верују лаичка удружења и стручњаци који се баве овом болешћу, тривијализује ову болест, и зато настоје да промене тај назив.

## Знакови и симптоми

### Почетак
Већина CFS случајева почиње изненада. Обично су праћени болесним стањем попут грипа,; чешће се јављају зими. Знатан број случајева почиње унутар неколико месеци након неког тежег стреса. Једна аустралијска проспективна студија показала је да у групи испитаника који су преболели инфекцију виралним или невиралним патогеном постоји један подскуп оних који удовољавају критеријима за CFS, те су аутори студије закључили да је „постинфективни CFS ваљан модел за истраживање патофизиолошких механизама који узрокују CFS". Ипак, ни тачна заступљеност, нити праве улоге инфекције и стреса у развоју CFS, још увек нису познате. Доказани су различити потенцијални ризични фактори развоја CFS, но „још увек недостаје коначан доказ који би употребљив за лекаре“.

### Симптоми
Најчешћи дијагностички критеријум и CFS дефиниција која се коришти за истраживачке и клиничке сврхе објављена је од стране америчког Центара за контролу и превенцију болести (CDC).  дефиниција захтева да су следећа два критеријума задовољена:
1. Нова појава (а не целоживотна) необјашњивог, перзистентаног телесног умора независног од напора, који се одмором битно не поправља, те који узрокује знатно смањење ранијег нивоа активности.
2. Четири или више од следећих симптома у трајању од шест мјесеци или дуже:

- Оштећено памћење или концентрација
- опште лоше осећање ("малаксалост") након напора, при чему физички или ментални напори узрокују „екстремну, продужену исцрпљеност и лоше осећање“
- Сан који не доноси одмор нити освежење
- Мишићни бол (мијалгија)
- Бол у више зглобова (артралгија)
- Главобоља нове врсте или јачег интензитета
- Упале грла, честе или понављајуће
- Болно осјетљиви лимфни чворови (на врату или под пазухом)

Кад се симптоми могу приписати другим стањима и болестима, дијагноза CFS се искључује. CDC посебно наводи неколико болести чији симптоми подсјећају на CFS: мононуклеоза, борелиоза (Лумеова болест), лупус, мултипла склероза, фибромијалгија, примарни поремећаји спавања, тешки депресивни поремећаји. Такође, нежељени учинци неких лекова могу да личе на CFS.

### Нивои активности
Пацијенти се жале на велико смањење нивоа телесне активности, са последичном онеспособљеношћу попут других медицинских стања праћених умором, као што су: мултипла склероза, касни ступањ AIDS-а, лупус еритематозус, реуматоидни артритис, срчана болест, завршни ступањ престанка рада бубрега, хронична опструктивна болест плућа, те учинци хемотерапије. Тежина симптома и онеспособљености једнака је у оба пола; код свих оболелих јавља се јаки, онеспособљавајући хронични бол. Међутим, функционални капацитет обољелих од CFS веома се разликује од особе до особе. Док неки болесници воде релативно нормалне животе, остали су потпуно везани уз кревет и неспособни да брину о себи. Више од половине оболелих неспособно је за рад, а готово две трећине због своје болести има смањену радну способност. Више од половине оболелих је на боловању, а мање од петине ради пуно радно време.

### Механизам
Механизми и патогенеза CFS су непознати. Спровођена су истраживања и испитиване хипотезе о биомедицинским и епидемиолошким карактеристикама болести. То је обухватало оксидативни стрес, генетску предиспозицију, инфекцију вирусима и патогеним бактеријама, абнормалност хипоталамо-хипофизно-адреналне осовине (иако није јасно је ли она CFS узрок или посљедица), аутоимунитет, имунолошку дисфункцију, као и менталне и психосоцијалне чиниоце који би могли узроковати или доприносити овој болести. Неки оболели од CFS жестоко одбацују било какав утицај психолошких чинилаца и чврсто вјерују да њихово стање има искључиво физички узрок.

### Психолошки чиниоци
Могућа улога психолошких чинилаца у СКУ је и нејасна. У прегледном чланку Принса и сарадника тврди се да се СКУ одржава до у бескрај управо тиме што се пацијенти фиксирају на физички узрок своје болести или симптома. У истом се чланку цитира истраживање које указује да недостатак подршке или подупирања болесничког понашања од стране болесникове социјалне мреже може код неких скупина оболелих од СКУ бити удружено са успореним опоравком.
Иако су неуротичност, интровертност и екстровертност раније били навођени као ризични чиниоци за развој СКУ, систематско истраживање карактерних чинилаца уродило је закључком да, иако се чини да карактер често игра улогу у СКУ, тешко је извући опште закључке или потврду да веза између карактерних црта и СКУ заиста постоји. Уопште, није доказан нити један клинички користан ризични чинилац.

## Класификација
Будући да не постоје никакве медицинске претраге нити физички знакови на основу којих би се поставила дијагноза СКУ, pretrage se koriste samo da bi se isključili drugi mogući uzroci simptoma. Најчешће и најшире кориштен клинички и истраживачки опис СКУ је ЦДЦ дефиниција објављена 1994. Дефиниција коју је дао ЦДЦ 1994. године, такође позната и као Фукудина дефиниција (према првом аутору извештаја), темељена је на Холмсовом или ЦДЦ 1988 систему бодовања. Критеријуми из 1994. захтевају постојање само четири симптома уз постојање умора, док су критеријуми из 1988. захтевали шест до осам симптома.
Остале важније дефиниције СКУ:
- Оксфордски критеријуми (1991)[35]
- Канадска дефиниција мијалгичног енцефаломијелитиса/СКУ из 2003. године[36] развијена је „у покушају да се искључе психијатријски случајеви“.[29] Ова дефиниција захтева постојање симптома из бар једне категорије аутономних, неуроендокриних или имунолошких симптома. Лекари британског Националног здравственог система (engl. National Health Service) противе се употреби ове дефиниције случајева, будући да би се применом захтева за овим додатним симптомима/знаковима могли изоставити неки пацијенти;[34] осим тога, ти критеријуми нису проверени за примену у истраживачке сврхе.[37]

Коришћење различитих дефиниција може утицати на избор типова пацијената, а постоји и истраживање које сугерира да подтипови пацијената оболелих од СКУ заиста постоје. Клиничке смернице, којима је циљ унаприђење дијагностике, поступака и лечења, се темеље на описима случајева. Смернице се обично израђују на националним или интернационалним нивоима, а обично то чине медицинска удружења или државна тела након што су смернице проверене и доказане као ваљане, те обично садрже и изјаве о консензусу. Пример за то је смерница коју је за Национални здравствени сервис у Енглеској и Велсу 2007. године донео Национални институт за здравство и клиничку изврсност (engl. National Institute for Health and Clinical Excellence, скраћено NICE).

## Лечење
Многи пацијенти се чак ни уз лечење никад не опораве сасвим од СКУ, осим тога, нема универзално делотворног начина лечења. Као методе лечења препоручују се дијете односно нутриционистика, физиотерапија, дијетарни суплементи, антидепресиви, аналгетици, ходање, те комплементарна и алтернативна медицина, но једине методе са научно доказаном делотворношћу јесу когнитивна бихевиорална терапија и терапија дозираним вежбањем. Ове две методе показале су се делотворнима у неколико рандомизираних контролисаних истраживања. Будући да клиничка истраживања захтевају да пацијенти посјећују клинику, могуће је да су тешки пацијенти тиме искључени из истраживања.

### Когнитивна бихевиорална терапија
Когнитивна бихевиорална терапија (КБТ), је облик психолошке терапије, умерено делотворне код СКУ. Будући да је узрок, или узроци, СКУ непознати, КБТ настоји помоћи пацијентима да разумију своје индивидуалне симптоме и уверења, те да развију делотворне стратегије којима би побољшали своје функционисање у свакодневници. Винцент Деари, истраживач СКУ, верује да КБТ модел медицински необјашњених телесних симптома има хеуристичку вредност у стварању симптома у стањима попут СКУ.
Метаанализа Кохранове библиотеке 15 рандомизираних, контролисаних истраживана КБТ са укупно 1043 испитаника закључила је да КБТ делотворно смањује симптоме умора. Упоређујући КБТ и „обичну негу“, четири истраживања обухваћена овом метаанализом показала су да је КБТ делотворнија (40% насупрот 26%). У три истраживања се КБТ показала бољом од осталих облика психолошке терапије (48% насупрот 27%). Повољни учинци могу по завршетку терапије нестати; аутори метаанализе пишу да „је темељ доказа делотворности по завршетку терапије ограничен на мали број истраживања с неконзистентним налазима“, те препоручују даља истраживања. Druga nedavna metaanaliza pronašla je da se poboljšanja u randomiziranim kontroliranim istraživanjima kreću od 33% do 73%. Једна студија кохорте од 96 пацијената сугерише да КБТ може олакшати потпун опоравак неких пацијената, од којих 69% више није задовољавало ЦДЦ критерије за дијагнозу СКУ, а 23% је себе сматрало „потпуно опорављенима“.

### Терапија дозираним вежбањем
Више од половине истраживаних пацијената са СКУ осећало је побољшање услед терапије дозираним вежбањем, једним обликом физичке терапије. Метаанализа већег броја рандомизираних контролисаних истраживања терапије вежбањем код пацијената са СКУ показала се делотворнијом за симптоме умора од контролне групе. Неке организације пацијената побијају вредност резултата истраживања лечења вежбањем.

### Остало
Предлагани су разни други начини лечења СКУ, али њихова делотворност није потврђена. Лекови од којих се очекивала делотворност у смањивању поремећаја узрокованих стресом су антидепресиви и имуномодулатори. Многи пацијенти са СКУ су преосјетљиви на лекове, посебно на седативе, док неки пате до преосетљивости на храну и хемијске материје.
Пацијенти са СКУ у поређењу с оболелима од других болести имају врло слаб одговор на плацебо, што је можда узроковано њиховим измењеним психијатријским и психолошким очекивањима у вези њихове болести.

## Прогноза

### Опоравак
Систематски прегледни рад који је обухватио 14 истраживања исхода нелечених болесника са СКУ открила је да је „медијан стопе потпуног опоравка 5% (распон, 0–31%), те да је медијан пропорције пацијената код којих је дошло до побољшања 39,5% (распон, 8–63%). Стопа повратка на посао је у три обухваћене студије исхода била од 8 до 30%." .... " У пет студија се током раздобља праћења погоршање симптома јавило у 5 до 20% пацијената." Добар је исход био удружен с блажим умором у време почетка истраживања, осећајем контроле над својим симптомима, и неприписивању болести телесним узроцима. Други је прегледни рад открио да деца имају бољу прогнозу од одраслих, те да се током раздобља праћења опоравило 54–94% деце, у поређењу са 10% одраслих који су се вратили на ниво функционисања од пре болести. Према ЦДЦ, кашњење с дијагнозом и почињањем лечења може смањити шансу за опоравак.

### Смрти
Веза СКУ и смртности је нејасна. Систематски прегледни рад који је обухватио 14 истраживања исхода нелечених болесника са СКУ забележио је 8 смрти, од којих две нису биле у вези са СКУ, један испитаник починио је самоубиство, а околности смрти остале петорице остале су нејасне. До данас су проведене две студије о очекиваном трајању живота оболелих од СКУ. Прелиминарна студија чланова група за самопомоћ оболелих од СКУ известила је о већој вероватноћи умирања у ранијој доби од карцинома и самоубиства, док је друга студија с много већим бројем испитаника и дужим периодом праћења открила да се стопа смртности оболелих од СКУ не разликује од оне код опште популације у САД.

## Епидемиологија
Будући да постоје бројне дефиниције СКУ, процене преваленције веома варирају. Студије у САД говоре о преваленцији од 75 до 420 случајева СКУ на 100.000 одраслих. ЦДЦ пак наводи да од СКУ болује више од милион Американаца, те да је приближно 80% случајева недијагнозирано. Чини се да су овој болести подложне све етничке и расне групе, те да су групе с нижим приходима нешто склоније појави СКУ. Жене обољевају чешће, те чине 60 до 85% од укупног броја случајева; ипак, постоје назнаке да је преваленција међу мушкарцима нижа због непријављивања случајева. Болест је чешћа код људи у доби од 40 до 59 година. Крвни сродници људи који болују од СКУ имај већу вероватноћу да и сами оболе. Нема доказа да је СКУ заразна болест, иако је установљена код више чланова исте породице; верује се да је узрок томе генетска веза, али потребна су даља истраживања да би се ова претпоставка потврдила.

### Сличне болести и болести из истог спектра
Неке болести се значајно преклапају са СКУ. Поремећаји штитне жлезде, анемија и дијабетес су само неке од болести које ваља искључити код пацијента код којега се сумња на СКУ.
Особе с фибромиалгијом пате од мишићних боли и поремећаја спавања. Умор и мишићна бол често се јављају као у почетним фазама разних насљедних болести мишића, а такође и у неким аутоимуним, ендокринолошким и метаболичким синдромима; како код њих нема очитих биохемијских/метаболичких поремећаја нити неуролошких симптома, сметње се код таквих болесника често приписују СКУ или фибромиалгији. Вишеструка хемијска преосетљивост, и пост-полио синдром имају симптоме сличне онима у СКУ, а за овај други се сматра да има заједничку патофизиолошку основу са СКУ.
Иако постлајм синдром и СКУ имају многе исте карактеристике/симптоме, једна је студија показала да пацијенти с постлајм синдромом имају више когнитивних сметњи, а пацијенти са СКУ имају више симптома налик грипу.
Студија из 2006. године показала је да недостаје литературе на основу које би се установила јасна разлика између недиференцираних соматоформних поремећаја и СКУ. Аутор студије тврди да је искуство умора као потпуно телесно, а не ментално, садржано у дефиницији соматоморфног поремећаја, док то није случај са СКУ. Дијагноза хистерије није првенствено дијагноза на основу искључивања других стања и поремећаја, већ захтева задовољавање критерија на основу постизања примарног и секундарног добитка из болести. Примарна депресија може се диференцијално дијагностички искључити на основу непостојања анхедоније, варијабилности (лабилности) расположења, те присутности сензорних феномена и телесних знакова као што су атаксија, миоклонус, те, што је најважније, нетолеранције вежбања праћене парезом, општим лошим осећањем (малаксањем) и општом детериорацијом. Осећај потиштености је такође и веома учестала реакција на губитке узроковане хроничном болешћу, што у неким случајевима може прерасти у коморбидну ситуациону депресију.

### Коморбидитет
Многи пацијенти обољели од СКУ имају, или се чини да имају, и друге медицинске проблеме или сродне дијагнозе. Честа је коморбидна фибромиалгија, али само пацијенти с фибромиалгијом показују абнормалне одговоре на бол. Фибромиалгија се појављује код великог постотка оболелих до СКУ у времену од појаве до друге године трајања СКУ, па неки истраживачи сугеришу да су фибромиалгија и СКУ сродне болести. Како је већ споменуто, многи болесници са СКУ такође имају и друге сметње као што су синдром иритабилног црева, бол у темпоромандибуларном зглобу, главобољу укључиво и мигрену, те друге облике мијалгије. Оболели од СКУ имају значајно већу учесталост поремећаја расположења него општа популација. У поређењу с популацијом која не осјећа умор, мушки болесници са СКУ имају већу учесталост стања познатог као простатитис), а жене оболеле од СКУ имају већу учесталост хроничног бола у карлици. СКУ је значајно чешћи код жена с ендометриозом него у општој женској популацији у САД.

## Историја
Године 1934, је у Окружној болници Лос Анђелоса забележена епидемија стања које је тад названо „атипични полиомијелитис“. Стање је било веома налик на оно које се данас назива СКУ, тад је сматрано обликом полиомијелитиса, а захватило је велик број медицинских сестара и лекара. Године 1955. у лондонској Ројал фри болници избила је још једна епидемија која је претежно захватила медицинско особље. Такође је личила на СКУ, а названа је Ројал фри болест (болест болнице „Ројал фри“) и бенигни мијалгички енцефаломијелитис. Описали су је Ахенсон, Рамсеј и други. Године 1969. бенигни миалгички енцефаломијелитис је по први пут уврштен у Међународну класификацију болести, и то у групу Болести нервног система.
Назив синдрома хроничног умора предложен је 1988. године у чланку „Синдром хроничног умора: радна дефиниција“, као замјена за синдром хроничне Епстајн-Барове вирозе. Ова радна дефиниција болести објављена је након што су епидемиолози америчког Центра за контролу и спречавање болести испитали пацијенте захваћене епидемијом на подручју језера Тахо. Године 2006. је амерички ЦДЦ отпочео с програмом информисања широке јавности о синдрому хроничног умора.

## Друштво и култура

### Социјални аспекти
Многи оболели од СКУ жале се да дијагноза ове болести са собом повлачи значајну социјалну стигму, те да се често сматрају симулантима, хипохондријацима, фобичарима, и да „траже пажњу“. Будући да не постоји нити једна медицинска претрага којом се може дијагнозирати СКУ, сматра се да је лако симулирати симптоме налик СКУ ради прибављања финансијске, социјалне или емоционалне добити. Оболели од СКУ аргументују да су корист од накнада за боловање односно инвалиднина много скромније него што се мисли, и да би оболели од СКУ много радије били здрави и независни. Аустралске клиничке смернице за СКУ из 2002. наводе: „У одсутности доказа да се ради о симулирању, ваља избегавати сумњичења о подсвесној мотивацији; психоаналитички концепт „секундарне добити“ је у медиколегалним круговима пречесто злоупотребљаван, и нема чврсту емпиријску подлогу“.
Једна је студија показала да оболели од СКУ трпе тежак психосоцијални терет. У једној другој студији коју је провело британско удружење пацијената на 2338 испитаника показало је да управо болесници с најтежим симптомима често добивају најмање потпоре од здравствених и социјалних служби. Такође је доказано да оболели од СКУ добивају мање социјалне потпоре него пацијенти излечени од карцинома или пак здрави испитаници из контролне групе, што може перпетуирати тежину умора и функционалну онеспособљеност у СКУ. Истраживање које је провео Тимес Труст открило је да деца оболела од СКУ често тврде како се боре за признавање својих потреба и/или осјећају да их здравствено и наставно особље злоставља. Недореченост СКУ као медицинског стања узрокује јак осјећај стигматизираности. Друга студија сугерише да, иако нема полне разлике у симптомима СКУ, мушкарци и жене различито перципирају своју болест, а здравствени радници третирају их на различите начине. Анксиозност и депресија честа су посљедица емоционалних, социјалних и финансијских криза узрокованих синдромом хроничног умора; анализа података о смрти оболелих од СКУ показала је да је самоубиство један од три најчешћа узрока смрти, те да је просечно доба самоубојица са СКУ много нижа од просечног доба самоубојица из остале популације.

### Односи лекар - пацијент
У почетку многи лекари нису признавали СКУ као реално постојеће медицинско стање, нити је постојало слагање колика је преваленција СКУ. Било је много неслагања у погледу вероватних узрока, дијагностике и лечења те болести. Контекст у којем се побија постојање ове болести може тешко погодити оболеле од СКУ, оштетити однос лекара и пацијента, лекарево поуздање да је у стању да дијагнозира и лечи, способност да с пацијентом разговара о тој болести, те потакнути болна питања о одштети, боловању, кривици. Етиологија СКУ није позната, и у стручној јавности владају велике поделе око тога треба ли финансирање истраживања и лечење СКУ усмерити на физиолошке, психолошке или психосоцијалне аспекте СКУ. Подела је нарочито дубока између пацијената, те заговорника психолошког и психосоцијалног лечења у Великој Британији. Оболели од СКУ жале се како морају водити тешку борбу за здравствену помоћ и законско признавање, а све због бирократског негирања ове болести зато што јој је етиологија непозната. Неслагања о томе како би здравствени систем требало да се постави према овој болести узроковало је дуготрајан и скуп сукоб свих умешаних.

### Назив
Избор назива за синдром хроничног умора био је велик проблем будући да нема сугласности између клиничке, истраживачке и болесничке заједнице о карактеристикама и узроцима ове болести. Различити ауторитети за ову болест сматрају да је СКУ болест средишњег живчаног система, инфективна или постинфективна болест; кардиоваскуларни, имунолошки или психијатријски поремећај; сматрају и да СКУ може бити не само један хомогени поремећај са широким спектром клиничких слика, већ и група различитих поремећаја који имају исте клиничке карактеристике.
Различите заједнице су у разна времена називале ову болест веома различито. Осим назива „синдром хроничног умора“, кориштени су и називи: Акурејријева болест, бенигни мијалгички енцефаломијелитис, синдром имунолошке дисфункције с хроничним умором, хронична инфективна мононуклеоза, епидемијски мијалгички енцефаломијелитис, епидемијска неуромијастенија, исландска болест, мијалгички енцефалитис, мијалгичка енцефалопатија, поствирални синдром хроничног умора, raphe nucleus енцефалопатија, болест болнице Ројал фри, Тапануи грипа, јапијевска грипа (који се данас сматра погрдним). Многи верују да би назив који звучи више медицински, попут назива „синдром имунолошке дисфункције с хроничним умором“, или пак „мијалгички енцефалитис“, у јавности побољшао перцепцију ове болести, јер сматрају да назив СКУ тривијализира ову болест и онемогућава да је се схвати као озбиљан здравствени проблем.
Истраживачи доводе у питање прецизност назива „мијалгички енцефалитис“ будући да „нема јасних патолошких промена ни у мишићима, нити у средишњем нервном систему“. Због тога су 1996. године британска Краљевска удружења лекара, психијатара и лекара опште медицине препоручила кориштење назива „синдром хроничног умора“, а не „мијалгички енцефаломијелитис“. Та је препорука уважена само донекле, и доживела је тешке критике зато што није уважила гледишта оболелих. У једном коментару у Ланцету 2002. године цитирано је истраживање „Радне групе за синдром хроничног умора/мијалгички енцефаломијелитис" уз објашњење како чињеница да се за ову болест користе оба назива симболизује поштовање за различита становишта о њој, уз истовремено признавање да и даље нема консензуса о називу који би био свима прихватљив.